# Keith Robertson
Pour les articles homonymes, voir Robertson.
Pas d'image ? Cliquez ici

a Compétitions nationales et continentales officielles uniquement.

b Matchs officiels uniquement.
Keith William Robertson, né le 5 décembre 1954 à Hawick, est un joueur de rugby à XV sélectionné en équipe d'Écosse au poste de trois quart aile.

## Biographie
Keith Robertson dispute son premier test match le 9 décembre 1978 contre la Nouvelle-Zélande et son dernier le 18 mars 1989 contre la France. Il dispute trois matches de la Coupe du monde de rugby 1987.

## Palmarès
- Grand Chelem en 1984

## Statistiques en équipe nationale
- 44 sélections (+ 3 avec le XV d'Écosse)
- 41 points (8 essais, 3 drops)
- Ventilation par année : 1 en 1978, 5 en 1979, 2 en 1980, 6 en 1981, 5 en 1982, 4 en 1983, 5 en 1984, 4 en 1985, 1 en 1986, 6 en 1987, 2 en 1988, 3 en 1989.
- Onze Tournois des Cinq Nations disputés : 1979, 1980, 1981,  1982, 1983, 1984, 1985, 1986, 1987, 1988, 1989.